# Мортагоново
Мортагоново (болг. Мортагоново) — село в Болгарии. Находится в Разградской области, входит в общину Разград. Население составляет 1 107 человек (в основном это этнические турки).

## Политическая ситуация
В местном кметстве Мортагоново, в состав которого входит Мортагоново, должность кмета (старосты) исполняет Руждет Ислям Исмаил (Движение за права и свободы (ДПС)) по результатам выборов правления кметства.
Кмет (мэр) общины Разград — Денчо Стоянов Бояджиев (инициативный комитет) по результатам выборов в правление общины.